# Recas
Ha a romániai Recas nevű településre vagy kíváncsi, akkor lásd: Temesrékas
Recas település Spanyolországban, Toledo tartományban. Recas Chozas de Canales, Lominchar, Cedillo del Condado, Villaluenga de la Sagra, Yunclillos, Bargas, Camarenilla, Arcicóllar és Camarena községekkel határos. Lakosainak száma 5023 fő (2024).

## Népesség
A település lakosságának változását az alábbi diagram mutatja:
| Lakosok száma | 2783 | 2922 | 3249 | 3727 | 4160 | 4246 | 4220 | 4262 | 4552 | 5023 |
|               | 2001 | 2004 | 2007 | 2009 | 2012 | 2014 | 2017 | 2019 | 2022 | 2024 |